# Arrondissement de Cerca-la-Source
L’Arrondissement de Cerca-la-Source est un arrondissement d'Haïti, subdivision du département du Centre. Il a été créé autour de la ville de Cerca-la-Source qui est aujourd'hui son chef-lieu. Il est peuplé par 108 906 habitants (estimation 2009).
L’arrondissement compte deux communes :
- Cerca-la-Source
- Thomassique